# Records de Norvège d'athlétisme

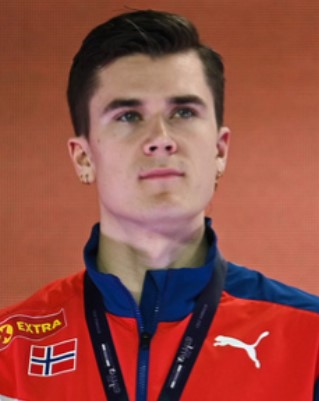
Jakob Ingebrigtsen, recordman du monde du 3 000 mètres.

Les records de Norvège d'athlétisme sont les meilleures performances réalisées par des athlètes norvégiens et homologuées par la Fédération norvégienne d'athlétisme.

## Plein air

### Hommes
| Épreuve              | Record | Athlète                                                                             | Date              | Compétition                             | Lieu              | Réf.   |
| -------------------- | --- | ----------------------------------------------------------------------------------- | ----------------- | --------------------------------------- | ----------------- | ------ |
| 100 m                | 9 s 99 (+1,0 m/s) | Jaysuma Saidy Ndure                                                                 | 30 juin 2011      | Athletissima                            | Lausanne          | [ 1 ]  |
| 200 m                | 19 s 89 (+1,3 m/s) | Jaysuma Saidy Ndure                                                                 | 23 septembre 2007 | Finale mondiale de l'athlétisme         | Stuttgart         | [ 2 ]  |
| 400 m                | 44 s 39 | Håvard Bentdal Ingvaldsen                                                           | 20 août 2023      | Championnats du monde                   | Budapest          | [ 3 ]  |
| 800 m                | 1 min 42 s 58 | Vebjørn Rodal                                                                       | 31 juillet 1996   | Jeux olympiques                         | Atlanta           |        |
| 1 500 m              | 3 min 26 s 73 (AR) | Jakob Ingebrigtsen                                                                  | 12 juillet 2024   | Meeting Herculis                        | Monaco            | [ 4 ]  |
| Mile                 | 3 min 43 s 73 (AR) | Jakob Ingebrigtsen                                                                  | 16 septembre 2023 | Prefontaine Classic                     | Eugene            | [ 5 ]  |
| 3 000 m              | 7 min 17 s 55 (WR) | Jakob Ingebrigtsen                                                                  | 25 août 2024      | Mémorial Kamila Skolimowska             | Chorzów           | [ 6 ]  |
| 5 000 m              | 12 min 48 s 45 | Jakob Ingebrigtsen                                                                  | 10 juin 2021      | Golden Gala                             | Florence          | [ 7 ]  |
| 10 000 m             | 27 min 24 s 78 | Sondre Nordstad Moen                                                                | 31 août 2019      | Stadionmila                             | Kristiansand      | [ 8 ]  |
| 5 km (route)         | 13 min 24 s | Abdullah Dahir Rabi                                                                 | 11 février 2024   |                                         | Monaco            |        |
| 10 km (route)        | 27 min 39 s | Zerei Kbrom Mezngi                                                                  | 3 octobre 2021    |                                         | Valence           |        |
| Semi-marathon        | 59 min 48 s | Sondre Nordstad Moen                                                                | 22 octobre 2017   | Semi-marathon de Valence                | Valence           | [ 9 ]  |
| Marathon             | 2 h 5 min 48 s | Sondre Nordstad Moen                                                                | 3 décembre 2017   | Marathon de Fukuoka                     | Fukuoka           | [ 10 ] |
| 110 m haies          | 13 s 42 (+1,7 m/s) | Vladimir Vukicevic                                                                  | 14 août 2021      | Résisprint                              | La Chaux-de-Fonds | [ 11 ] |
| 400 m haies          | 45 s 94 (RM) | Karsten Warholm                                                                     | 3 août 2021       | Jeux olympiques                         | Tokyo             | [ 12 ] |
| 3 000 m steeple      | 8 min 12 s 05 | Jim Svenøy                                                                          | 22 août 1997      | Mémorial Van Damme                      | Bruxelles         |        |
| Saut en hauteur      | 2,36 m | Steinar Hoen                                                                        | 1er juillet 1997  |                                         | Oslo              |        |
| Saut à la perche     | 6,00 m | Sondre Guttormsen                                                                   | 10 mars 2023      | Championnats NCAA en salle              | Albuquerque       | [ 13 ] |
| Saut en longueur     | 8,21 m (-0,8 m/s) | Ingar Bratseth-Kiplesund                                                            | 29 avril 2023     | Botswana Golden Grand Prix              | Gaborone          | [ 14 ] |
| Triple saut          | 17,27 m (+1,3 m/s) | Ketill Hanstveit                                                                    | 7 août 1999       | Championnats de Norvège                 | Byrkjelo          | [ 15 ] |
| Lancer du poids      | 21,22 m | Lars Arvid Nilsen                                                                   | 6 juin 1986       | Championnats NCAA                       | Indianapolis      | [ 16 ] |
| Lancer du disque     | 69,62 m | Knut Hjeltnes                                                                       | 25 mai 1985       | Bruce Jenner Classic                    | San José          |        |
| Lancer du marteau    | 81,58 m | Eivind Henriksen                                                                    | 4 août 2021       | Jeux olympiques                         | Tokyo             |        |
| Lancer du javelot    | 91,59 m | Andreas Thorkildsen                                                                 | 2 juin 2006       | Bislett Games                           | Oslo              | [ 17 ] |
| Décathlon            | 8 796 pts | Markus Rooth                                                                        | 3 août 2024       | Jeux olympiques                         | Saint-Denis       | [ 18 ] |
| Décathlon            | 10 s 71 (+0,9 m/s) (100 m), 7,80 m (-0,2 m/s) (longueur), 15,25 m (poids), 1,99 m (hauteur), 47 s 69 (400 m) / 14 s 25 (+0,2 m/s) (110 m haies), 49,80 m (disque), 5,30 m (perche), 66,87 m (javelot), 4 min 39 s 56 (1 500 m) |                                                                                     |                   |                                         |                   |        |
| 20 km marche (route) | 1 h 19 min 11 s | Erik Tysse                                                                          | 10 mai 2008       | Coupe du monde de marche                | Tcheboksary       | [ 19 ] |
| 50 km marche (route) | 3 h 41 min 16 s | Trond Nymark                                                                        | 21 août 2009      | Championnats du monde                   | Berlin            | [ 20 ] |
| 4 × 100 m            | 38 s 96 | Équipe nationale Fernando Ramirez John Ertzgaard Per Ivar Sivle Geir Moen           | 21 juin 1997      | Coupe d'Europe                          | Munich            |        |
| 4 × 400 m            | 3 min 6 s 67 | Équipe nationale Steinar Mo Göte Lundblad Per Rom Richard Simonsen                  | 14 août 1971      | Championnats d'Europe                   | Helsinki          |        |
| 4 × 400 m            | 3 min 6 s 67 | Équipe nationale Quincy Douglas Vebjørn Rodal Lars Eirik Ulseth Bjørn Arild Bøhleng | 29 juin 1996      | Coupe d'Europe des nations First League | Bergen            |        |

### Femmes
| Épreuve              | Record | Athlète                                                                                 | Date              | Compétition                              | Lieu              | Réf.   |
| -------------------- | --- | --------------------------------------------------------------------------------------- | ----------------- | ---------------------------------------- | ----------------- | ------ |
| 100 m                | 11 s 10 (+1,2 m/s) | Ezinne Okparaebo                                                                        | 4 août 2012       | Jeux olympiques                          | Londres           | [ 21 ] |
| 200 m                | 22 s 58 (+1,8 m/s) | Henriette Jæger                                                                         | 19 mai 2024       | Championnats des pays nordiques          | Malmö             | [ 22 ] |
| 400 m                | 49 s 85 | Henriette Jæger                                                                         | 14 juillet 2024   | Résisprint                               | La Chaux-de-Fonds | [ 23 ] |
| 800 m                | 1 min 58 s 10 | Hedda Hynne                                                                             | 15 septembre 2020 | Gala dei Castelli                        | Bellinzone        | [ 24 ] |
| 1 500 m              | 4 min 00 s 55 | Grete Waitz                                                                             | 3 septembre 1978  | Championnats d'Europe                    | Prague            |        |
| Mile                 | 4 min 26 s 23 | Karoline Bjerkeli Grøvdal                                                               | 9 juin 2016       | Bislett Games                            | Oslo              | [ 25 ] |
| 3 000 m              | 8 min 27 s 02 | Karoline Bjerkeli Grøvdal                                                               | 30 mai 2024       | Bislett Games                            | Oslo              | [ 26 ] |
| 5 000 m              | 14 min 31 s 07 | Karoline Bjerkeli Grøvdal                                                               | 16 juin 2022      | Bislett Games                            | Oslo              | [ 27 ] |
| 10 000 m             | 30 min 13 s 74 | Ingrid Kristiansen                                                                      | 5 juillet 1986    | Bislett Games                            | Oslo              |        |
| 5 km (route)         | 14 min 58 s | Karoline Bjerkeli Grøvdal                                                               | 1er octobre 2022  |                                          | Jessheim          |        |
| 10 km (route)        | 30 min 32 s | Karoline Bjerkeli Grøvdal                                                               | 17 octobre 2020   |                                          | Hole              |        |
| Semi-marathon        | 1 h 06 min 40 s | Ingrid Kristiansen                                                                      | 5 avril 1987      | Championnats de Norvège                  | Sandnes           |        |
| Marathon             | 2 h 21 min 06 s | Ingrid Kristiansen                                                                      | 21 avril 1985     | Marathon de Londres                      | Londres           |        |
| 100 m haies          | 12 s 72 (+0,2 m/s) | Isabelle Pedersen                                                                       | 22 juillet 2018   | London Grand Prix 2018                   | Londres           | [ 28 ] |
| 400 m haies          | 53 s 91 | Line Kloster                                                                            | 3 juillet 2022    | Resisprint International                 | La Chaux-de-Fonds | [ 29 ] |
| 3 000 m steeple      | 9 min 13 s 35 | Karoline Bjerkeli Grøvdal                                                               | 26 août 2017      | Championnats de Norvège                  | Sandnes           |        |
| Saut en hauteur      | 2,01 m | Hanne Haugland                                                                          | 13 août 1997      | Weltklasse Zürich                        | Zurich            |        |
| Saut à la perche     | 4,70 m | Lene Retzius                                                                            | 11 juin 2022      | AtleticaGenève                           | Genève            | [ 30 ] |
| Saut en longueur     | 6,68 m (+1.3 m/s) | Margrethe Renstrøm                                                                      | 27 juillet 2010   | Championnats d'Europe                    | Barcelone         | [ 31 ] |
| Triple saut          | 13,83 m (+1,2 m/s) | Lene Espegren                                                                           | 5 juin 1999       | Coupe d'Europe des nations Second League | Pula              |        |
| Triple saut          | 13,83 m (+1,8 m/s) | Lene Espegren                                                                           | 6 août 1999       | Championnats de Norvège                  | Byrkjelo          |        |
| Lancer du poids      | 17,11 m | Katarina Sederholm                                                                      | 4 juillet 1998    |                                          | Hämeenkyrö        |        |
| Lancer du disque     | 69,68 m | Mette Bergmann                                                                          | 27 mai 1995       |                                          | Florø             |        |
| Lancer du marteau    | 72,10 m | Beatrice Nedberge Llano                                                                 | 9 juin 2022       | Championnats NCAA                        | Eugene            | [ 32 ] |
| Lancer du javelot    | 69,48 m | Trine Hattestad                                                                         | 28 juillet 2000   | Bislett Games                            | Oslo              |        |
| Heptathlon           | 6 226 pts | Ida Marcussen                                                                           | 25–26 août 2007   | Championnats du monde                    | Osaka             | [ 33 ] |
| Heptathlon           | 14 s 16 (-0.8 m/s) (100 m haies), 1,68 m (hauteur), 13,00 m (poids), 24 s 59 (-0.2 m/s) (200 m) / 6,47 m (+0.3 m/s) (longueur), 51,02 m (javelot), 2 min 13 s 69 (800 m) |                                                                                         |                   |                                          |                   |        |
| 20 km marche (route) | 1 s 27 min 07 s | Kjersti Tysse Plätzer                                                                   | 21 août 2008      | Jeux olympiques                          | Pékin             | [ 34 ] |
| 4 × 100 m            | 43 s 94 | Équipe nationale Isabelle Pedersen Ida Bakke Hansen Elisabeth Slettum Ezinne Okparaebo  | 20 juin 2015      | Championnats d'Europe par équipes        | Tcheboksary       | [ 35 ] |
| 4 × 400 m            | 3 min 26 s 05 | Équipe nationale Josefine Tomine Eriksen Lakeri Ertzgaard Elisabeth Slettum Amalie Iuel | 11 juin 2024      | Championnats d'Europe                    | Rome              | [ 36 ] |

### Mixte
| Épreuve   | Record        | Athlète                                                                            | Date         | Compétition                       | Lieu    | Réf.   |
| --------- | ------------- | ---------------------------------------------------------------------------------- | ------------ | --------------------------------- | ------- | ------ |
| 4 × 400 m | 3 min 15 s 67 | Andreas Grimerud Henriette Jæger Håvard Bentdal Ingvaldsen Josefine Tomine Eriksen | 25 juin 2023 | Championnats d'Europe par équipes | Chorzów | [ 37 ] |